# Treebal
 (mai 2025).
Treebal est une entreprise à mission cofondée par Sophie Leclercq, Samuel Le Port et David Godest en 2021, et une application de messagerie instantanée bretonne disponible sur Android et iOS.
L'application est gratuite mais un abonnement à Treebal Pro offre des fonctionnalités comme la gestion des membres et l'accès à l'application sur Windows et MacOS.
Il n'est actuellement pas possible de passer des appels audio/vidéo sur la version gratuite de Treebal, l'entreprise indique cependant que la fonctionnalité devrait être ajoutée avant 2026.

## Présentation
L'application cherche à se distinguer des autres messagerie en se voulant plus écologique et confidentielle. 
L'application est utilisée par au moins 40 organisations publiques et privée et plus de 100 000 utilisateurs.
Par défaut, les messages sont supprimés au bout de 7 jours pour limiter l'utilisation des serveurs.
L'application est gratuite pour les particuliers et payante pour les professionnels.
L'entreprise reverse 10 % de son chiffre d'affaires à des projets sociaux ou environnementaux locaux.

## Historique
L'entreprise à mission est créée en 2021 à Saint-Grégoire au nord de Rennes.
À la suite de l'élection de Trump, l'application connait une augmentation du nombre d'utilisateur avec près de 200 nouveaux utilisateurs par jour.